# La Mort de Jules César
La Mort de Jules César er en fransk stumfilm fra 1907 af Georges Méliès.